# Mil Lenssens
Emiel (Mil) Lenssens (Mechelen, 25 december 1926 - 9 september 2005), was een Belgisch televisiemaker. Hij werd vooral bekend door het maken van "Tik Tak" voor de allerkleinsten bij de toenmalige BRT.
Mil Lenssens begon zijn carrière als graficus en tekende onder meer animatiefilms.
Vanaf 1957 maakte hij kinderprogramma's voor de Belgische openbare omroep (BRT).
Hij was de eerste die tekenfilms en levende personages combineerde (in de serie Klein, klein Kleutertje met Tante Terry).
Zijn bekendste programma was "Tik Tak", waarvan 10 jaar lang opnames gemaakt werden (van 1981 tot 1991), en dat heden ten dage nog steeds uitgezonden wordt. Hij zei dat hij het idee voor "Tik Tak" kreeg toen hij zag hoe geboeid peuters en kleuters waren door de beelden van de trekking van de loterij. Hij ontdekte dat weerkerende beelden met een begeleidend muziekje genoeg waren voor een kleuterprogramma. Daarnaast bedacht hij ook "Carolientje en kapitein Snorrebaard", "De Kasteelgeesten" en "Prikballon".
In 1981 werd hij bekroond met de prijs van de televisiekritiek.
In 1985 werd hij bekroond met de "Kinderkast"-televisieprijs (uitgereikt door Stichting Cinekid en het Expertisecentrum Jeugd & Media van NIZW Jeugd).
In 1991 won hij de Sabamprijs.
- International Standard Name Identifier: 0000 0003 9454 019X
- Nederlandse Thesaurus van Auteursnamen: 06920859X
- Virtual International Authority File: 289029049
- WorldCat: E39PBJvXfY3yRGTHJvMbG7ttKd